# Gucci Gang (пісня)
«Gucci Gang» —  пісня американського репера Lil Pumpа. П'ятий сингл із дебютного альбому виконавця. Вперше вийшла 27 серпня 2017 року на SoundCloud, а вже 31 серпня 2017 року трек перевидано на цифрових носіях за підтримки лейблів «Tha Lights Global» та «Warner Bros Records». Сингл досягнув третьої сходинки на Billboard Hot 100.

## Кліп
20 жовтня 2017 року Lil Pump опублікував 44-секундний фрагмент кліпу «Gucci Gang» на своїй сторінці у Twitterі, написавши своїм фанатам "ретвітни, якщо мені слід викласти його прямо зараз "(англ.«retweet it if I should drop it right now»).
Кліп викладено на YouTube 23 жовтня 2017 року. Станом на 14 липня 2020 року відео зібрало близько 1.07 міль‘ярда переглядів на YouTube.

## Критика
Незважаючи на комерційний успіх пісні, за структурою трек побудовано на постійних рефренах (повторах), за що пісню часто критикують.. Пісня дала життя безлічі інтернет мемів у соціальних мережах. На американському музично-гумористичному шоу Saturday Night Live вийшла музична відео-пародія «Tucci Gang», яка гумористично зображує життя американського актора та продюсера  Стенлі Туччі. Роль Ліл Пампа виконав Піт Девідсон.

## Ремікс
17 березня 2018 року відбулась прем'єра реміксу на OVO Sound Radio. В реміксі взяли участь Ozuna, French Montana, J Balvin, Bad Bunny, Gucci Mane та 21 Savage.

## Позиції в чартах
| Лист чартів (2017)                        | Найвища позиція |
| ----------------------------------------- | --------------- |
| Австралія (ARIA)                          | 18              |
| Канада (Canadian Hot 100)                 | 3               |
| Данія (Tracklisten)                       | 24              |
| Франція (SNEP)                            | 72              |
| Ірландія (IRMA)                           | 31              |
| Італія (FIMI)                             | 24              |
| Нова Зеландія (Recorded Music NZ)         | 15              |
| Норвегіч (VG-lista)                       | 20              |
| Іспанія (PROMUSICAE)                      | 67              |
| Швеція (Sverigetopplistan)                | 19              |
| Велика Британія (Official Charts Company) | 27              |
| США (US Billboard Hot 100)                | 3               |